# Прюдом, Марсель
Марсель Прюдом (фр. Marcel Prud'homme; 30 ноября 1930, Монреаль — 25 января 2017, Оттава) — канадский политик и общественный деятель. Депутат Палаты общин (1966—1993), затем сенатор (1993—2009), член Тайного совета для Канады. Был известен как защитник франкофонии в Канаде и палестинских интересов в ближневосточном конфликте.

## Биография
Марсель Прюдом родился в 1830 году в Монреале. Его родители играли заметную роль в квебекской политике: отец, Эктор Прюдом, был членом муниципалитета Монреаля в годы, когда Камийен Уд занимал кресло мэра, а мать, Люсия Пакетт, была активисткой националистического Народного блока — предшественника Квебекской партии. Сам Марсель, по собственным словам, всегда был «франкоканадским федералистом разумом и квебекским националистом душой».
Получил юридическое образование в Монреальском и Оттавском университетах и в 1966 году был избран в Палату общин Канады как кандидат от Либеральной партии от избирательного округа Сен-Дени. Впоследствии переизбирался в парламент от этого же округа восемь раз подряд, в последний раз — в 1988 году.
В годы пребывания в Палате общин несколько раз выполнял обязанности парламентского секретаря различных министров, в том числе министра трудовых ресурсов и иммиграции в 1971—1972 годах, госсекретаря Канады в 1972 году и министра регионального экономического развития в 1972—1974 годах. Во второй половине 1980-х годов, когда либералы находились в оппозиции, занимал посты парламентского критика (аналогичные министру теневого кабинета) по вопросам связи, международного сотрудничества, иммиграции и контроля за вооружениями, а 1987—1988 годах — должность председателя парламентской фракции Либеральной партии в Палате общин. Когда в 1987 году в оборот вводилась канадская монета достоинством в один доллар, Прюдом предложил заменить на ней изображение королевы Елизаветы II на портрет бывшего премьер-министра Канады Джона Дифенбейкера. Несмотря на это, в 1992 году, в ходе визита королевы в Канаду, она назначила Прюдома членом Тайного совета для Канады.
Когда в 1993 году премьер-министр Канады Брайан Малруни пришёл к выводу, что в избирательном округе Сен-Дени появился шанс у кандидата-консерватора, он предложил Прюдому ряд назначений на выбор с тем, чтобы тот не участвовал в очередных выборах. По словам Прюдома, переговоры начались с должности посла в Тунисе, но он настоял на месте в Сенате — высшей палате парламента, члены которой не избираются, а назначаются. Оставался членом Сената до 2009 года, когда по достижении 75-летнего возраста согласно закону ушёл на пенсию.
В течение всей парламентской карьеры Прюдом демонстрировал независимую позицию и открыто выражал собственные мысли, что, по его собственным словам, стоило ему министерского поста. Был известен как защитник французского языка в Канаде, интересов жителей Монреаля и провинции Квебек. Прюдом также был известен как сторонник ядерного разоружения и укрепления связей со странами, традиционно не числящимися в числе союзников Канады, в особенности с арабским миром, называя арабо-израильский конфликт «раком, разъедающим наш мир» и выступая в поддержку палестинской стороны в этом конфликте. В качестве сенатора он был в числе создателей более чем 20 межпарламентских групп, в том числе с такими странами как Россия, КНР и Ливия. Его поддержка арабского дела восходит к 1960-м годам — времени войны за независимость Алжира. Со времён поездки Прюдома по арабским странам в 1970-е годы его связывала дружба с палестинским лидером Ясиром Арафатом; в 1974 году, после выступления Арафата в ООН, пригласил его посетить Канаду, но приглашение было отменено премьер-министром Трюдо. Уже будучи сенатором, принимал в Оттаве короля Иордании, организовал для него торжественный ужин в Башне мира — центральной башне здания парламента Канады.

## Награды и звания
- Орден Дружбы (3 ноября 2007 года, Россия) — за большой вклад в укрепление и развитие российско-канадских отношений[7][8].
- Награды Венгрии, Кубы и Марокко.
- Пять памятных медалей Канады.
- Почётный доктор Алжирского университета[4].